# Villa Margarethe
Die Villa Margarethe liegt in der Clara-Zetkin-Straße 1 in der Gemarkung Radebeul der sächsischen Stadt Radebeul. Sie wurde 1896/1897 durch den Architekten und Baumeister Adolf Neumann für Karl Heine und Hermann Schwendler entworfen; der 1919 nachträglich angesetzte Vorbau stammt von dem Architekten Paul Ziller.

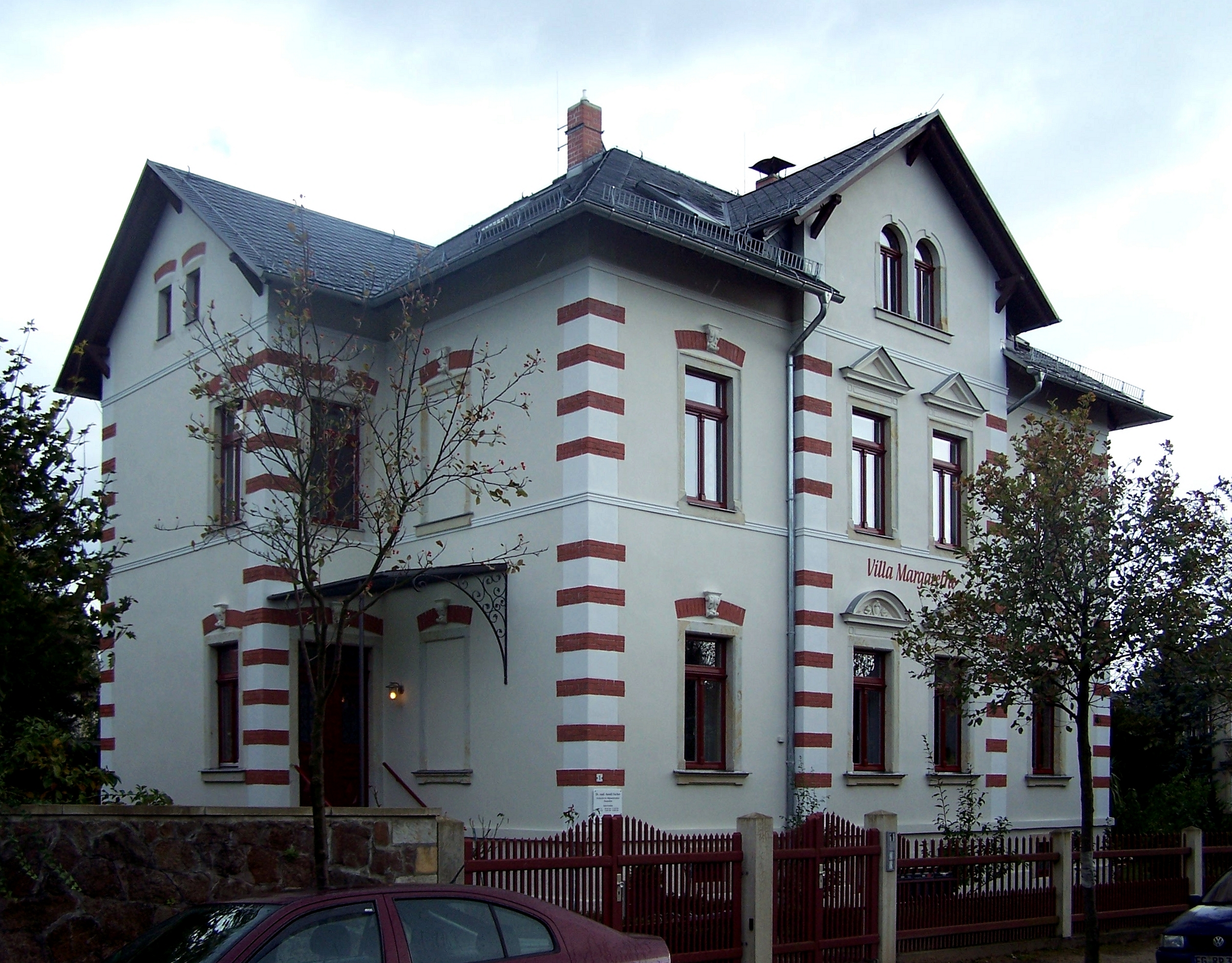
Villa Margarethe

## Beschreibung

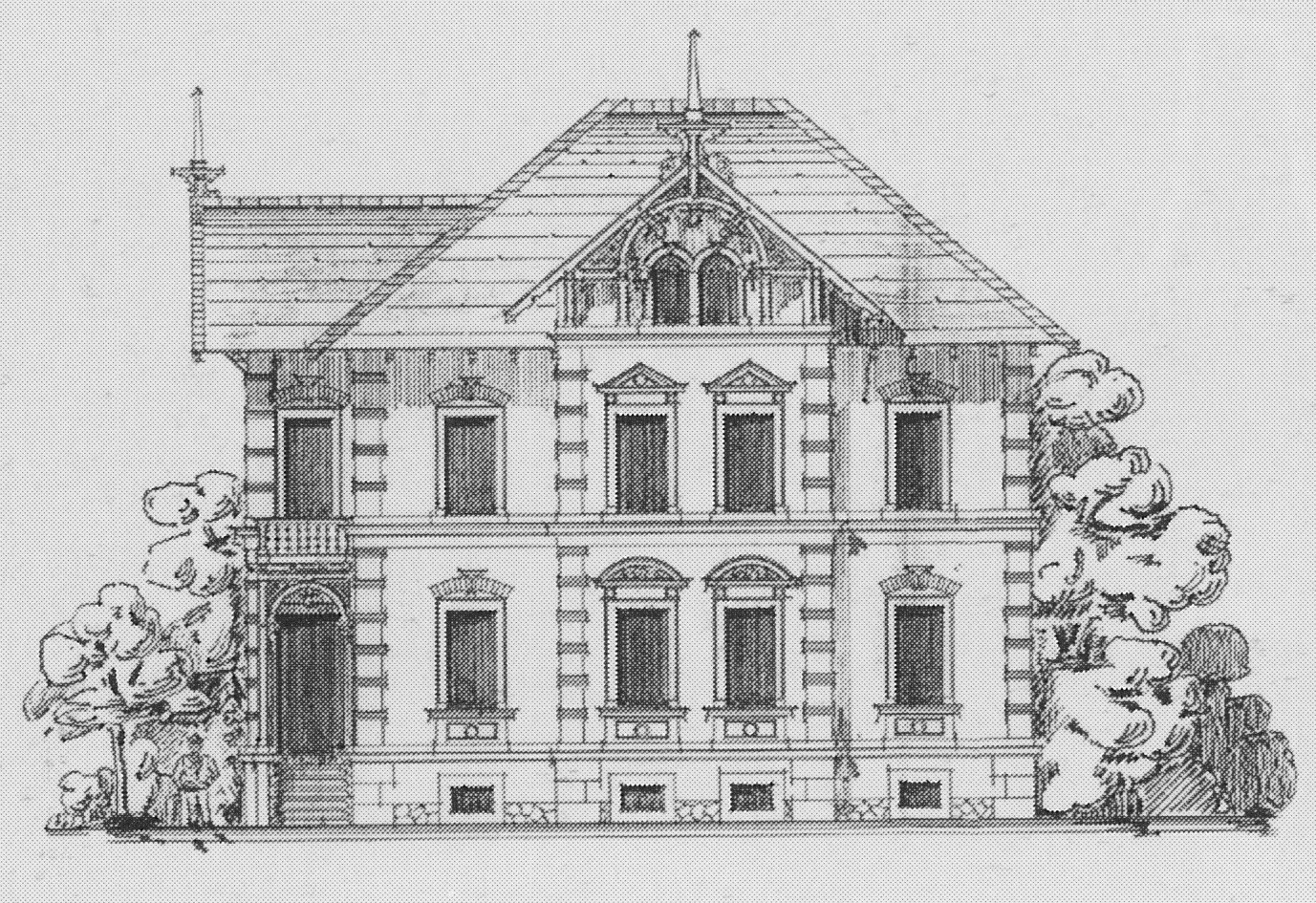
Bauzeichnung, 1896

Die zweigeschossige, mit der Einfriedung unter Denkmalschutz stehende Mietvilla liegt auf einem Eckgrundstück zur Schillerstraße. Sie hat einen flachen Sockel und ein weit überkragendes Walmdach.
In der vierachsigen Straßenansicht zur Clara-Zetkin-Straße steht ein zweiachsiger, dreigeschossig überhöhter Mittelrisalit, ehemals mit einem Gesprengegiebel. In diesem findet sich ein Rundbogen-Zwillingsfenster. Die anderen Fenster im Risalit werden im Erdgeschoss durch rundbogige und im Obergeschoss durch dreieckige Giebelverdachungen geschmückt.
In der linken, zweiachsigen Seitenansicht steht auf der linken, also hinteren Fassadenseite ein Seitenrisalit, in dem sich auf der der Straße zugewandten Schmalseite der Hauseingang mit Freitreppe und Vordach befindet. In der rechten Seitenansicht zur Schillerstraße hin steht der 1919 nachträglich angesetzte zweigeschossige, polygonale Vorbau. In diesem wurden jüngst die Fenster verändert.
Der vereinfachend erneuerte Putzbau wird durch Putzbänder und Putz-Ziegel-Eckquaderungen gegliedert und verziert, die rechteckigen Fenster werden durch Sandsteingewände eingefasst, die durch Ziegel-Überfangbögen mit Dekor-Schlusssteinen bekrönt werden. Auch die Sparrengiebel wurden jüngst erneuert.